# Peperomia canlaonensis
Peperomia canlaonensis är en pepparväxtart som beskrevs av C. Dc.. Peperomia canlaonensis ingår i släktet peperomior, och familjen pepparväxter. Inga underarter finns listade i Catalogue of Life.